# Adirondack Red Wings
Gli Adirondack Red Wings sono stati una squadra di hockey su ghiaccio dell'American Hockey League con sede nella città di Glens Falls, nello stato di New York. Nati nel 1979 nel corso degli anni sono stati affiliati alla franchigia NHL dei Detroit Red Wings.

## Storia
Desiderosi di costruire una formazione vincente i Detroit Red Wings assicurarono nel corso degli anni agli Adirondack Red Wings una rosa stabile formata da giocatori esperti, fatto insolito in una lega di sviluppo come la AHL; le stelle principali nella storia della franchigia furono Glenn Merkosky, Jody Gage, Greg Joly, Norm Maracle e Dennis Polonich. Oltre trenta giocatori collezionarono più di 200 presenze, nove di essi superarono le 300 partite giocate e due di loro, Merkosky e Joly, superarono anche quota 400. La forza e la solidità del roster permise alla squadra in venti stagioni di accedere ai playoff per diciannove volte, non disputandole solo nella stagione 1984-85.
Il rapporto con i Red Wings fu sempre stretto, e le uniformi indossate ricalcarono quelle adottare dalla franchigia di Detroit fin dal 1956, mentre il logo riprendeva il tema della ruota alata.
All'inizio del 1999 i Detroit Red Wings annunciarono l'imminente trasferimento della franchigia in Ohio, presso un sobborgo di Toledo, in vista della stagione 2000-01. Gli Adirondack Red Wings successivamente cessarono le attività nell'estate del 1999, tuttavia il trasferimento in Ohio non si concretizzò mai, fino al 2002 quando la squadra trasferitasi in Texas assunse la denominazione di San Antonio Rampage.

### Affiliazioni
Nel corso della loro storia gli Adirondack Red Wings sono stati affiliati alle seguenti franchigie della National Hockey League:
- Detroit Red Wings: (1979-1999)
- Tampa Bay Lightning: (1996-1998)

## Record stagione per stagione
| Stagione             | Division     | Gare | V  | S  | P  | OTL | Punti | GF  | GS  | Piazzamento | Play-off |
| -------------------- | ------------ | ---- | -- | -- | -- | --- | ----- | --- | --- | ----------- | --- |
| Adirondack Red Wings |              |      |    |    |    |     |       |     |     |             | |
| 1979-80              | North        | 80   | 32 | 37 | 11 | -   | 75    | 297 | 309 | 4°          | perde 1º turno (New Brunswick) 1-4                                                                                                 |
| 1980-81              | South        | 80   | 35 | 40 | 5  | -   | 75    | 305 | 328 | 2°          | vince 1º turno (Binghamton) 4-2 vince semifinali (Hershey) 4-2 vince Calder Cup (Maine) 4-2                                        |
| 1981-82              | South        | 80   | 34 | 37 | 9  | -   | 77    | 299 | 285 | 5°          | perde 1º turno (New Brunswick) 2-3                                                                                                 |
| 1982-83              | North        | 80   | 36 | 39 | 5  | -   | 77    | 329 | 343 | 4°          | perde 1º turno (Fredericton) 2-4                                                                                                   |
| 1983-84              | North        | 80   | 37 | 29 | 14 | -   | 88    | 344 | 330 | 2°          | perde 1º turno (Maine) 3-4 |
| 1984-85              | North        | 80   | 35 | 37 | 8  | -   | 78    | 290 | 336 | 5°          | |
| 1985-86              | North        | 80   | 41 | 31 | 8  | -   | 90    | 339 | 298 | 1°          | vince 1º turno (Fredericton) 4-2 vince semifinali (Moncton) 4-1 vince Calder Cup (Hershey) 4-2                                     |
| 1986-87              | North        | 80   | 44 | 31 | -  | 5   | 93    | 329 | 296 | 2°          | vince 1º turno (Moncton) 4-2 perde semifinali (Sherbrooke) 1-4                                                                     |
| 1987-88              | South        | 80   | 42 | 23 | 11 | 4   | 99    | 306 | 275 | 3°          | vince 1º turno (Rochester) 4-3 perde semifinali (Hershey) 0-4                                                                      |
| 1988-89              | South        | 80   | 47 | 27 | 6  | -   | 100   | 369 | 294 | 1°          | vince 1º turno (Newmarket) 4-1 vince semifinali (Hershey) 4-3 vince Calder Cup (New Haven) 4-1                                     |
| 1989-90              | South        | 80   | 42 | 27 | 11 | -   | 95    | 330 | 304 | 2°          | perde 1º turno (Baltimore) 2-4 |
| 1990-91              | South        | 80   | 33 | 37 | 10 | -   | 76    | 320 | 346 | 5°          | perde 1º turno (Hershey) 4-14 |
| 1991-92              | North        | 80   | 40 | 36 | 4  | -   | 84    | 335 | 309 | 2°          | vince 1º turno (New Haven) 4-1 vince 2º turno (Springfield) 4-0 vince semifinali (Rochester) 2-1 vince Calder Cup (St. John's) 4-3 |
| 1992-93              | North        | 80   | 36 | 35 | 9  | -   | 81    | 331 | 308 | 2°          | vince 1º turno (Capital District) 4-0 perde 2º turno (Springfield) 3-4                                                             |
| 1993-94              | North        | 80   | 45 | 27 | 8  | -   | 98    | 333 | 273 | 1°          | vince 1º turno (Springfield) 4-2 perde 2º turno (Portland) 2-4                                                                     |
| 1994-95              | North        | 80   | 32 | 38 | 10 | -   | 74    | 271 | 294 | 4°          | perde 1º turno (Albany) 0-4 |
| 1995-96              | Central      | 80   | 38 | 32 | 8  | 2   | 86    | 271 | 247 | 2°          | perde 1º turno (Rochester) 0-3 |
| 1996-97              | Empire State | 80   | 38 | 28 | 12 | 2   | 90    | 258 | 249 | 2°          | perde 1º turno (Albany) 1-3 |
| 1997-98              | Empire State | 80   | 31 | 37 | 9  | 3   | 74    | 245 | 275 | 4°          | perde 1º turno (Albany) 0-3 |
| 1998-99              | Empire State | 80   | 21 | 48 | 8  | 3   | 53    | 184 | 284 | 4°          | perde 1º turno (Rochester) 0-3 |

## Allenatori
Nella storia della franchigia sono stati dieci gli allenatori a guidarla:
- 1979-1980  Bill Purcell →  Tom Webster →  Jean-Paul LeBlanc
- 1980-1981  Wayne Maxner
- 1981-1982  Doug McKay
- 1982-1983  Bill Mahoney
- 1983-1989  Bill Dineen
- 1989-1992  Barry Melrose
- 1992-1996  Newell Brown
- 1996-1999  Glenn Merkosky

## Record della franchigia

### Singola stagione
Gol: 59  Chris Tancill (1990-91)
Assist: 81  Tim Taylor (1993-94)
Punti: 118  Murray Eaves (1988-89)
Minuti di penalità: 365  Marc Potvin (1990-91)

### Carriera
Gol: 204  Glenn Merkosky
Assist: 212  Glenn Merkosky
Punti: 416  Glenn Merkosky
Minuti di penalità: 1028  Gord Kruppke
Partite giocate: 430  Glenn Merkosky

## Palmarès

### Premi di squadra
- Calder Cup: 4

1980-1981, 1985-1986, 1988-1989, 1991-1992
- F. G. "Teddy" Oke Trophy: 2

1985-1986, 1993-1994
- John D. Chick Trophy: 1

1988-1989
- Richard F. Canning Trophy: 1

1991-1992

### Premi individuali
- Aldege "Baz" Bastien Memorial Award: 1

Mark Laforest: 1986-1987
- Eddie Shore Award: 2

Rick Vasko: 1979-1980
Bobby Dollas: 1992-1993
- Fred T. Hunt Memorial Award: 2

Glenn Merkosky: 1986-1987, 1990-1991
Murray Eaves: 1988-1989, 1989-1990
- Jack A. Butterfield Trophy: 2

Sam St. Laurent: 1988-1989
Allan Bester: 1991-1992
- John B. Sollenberger Trophy: 1

Tim Taylor: 1993-1994
- Louis A. R. Pieri Memorial Award: 2

Bill Dineen: 1984-1985, 1985-1986